# Kalevipoeg
Kalevipoeg (»Kalevin sin«) epski je spjev Friedricha Reinholda Kreutzwalda i estonski nacionalni ep, važno djelo za razvoj estonskog književnog jezika i nacionalni pokret Estonije. Stvaranje epa započeo je Friedrich Robert Fählmann sakupljanjem građe o legendarnom estonskom junaku Kavelipoegu, koji je prema predaji naučio narod umijeću poljodjelstva, utemeljio razne gradove i ubijao opasne zvijeri. Rad je nakon njegove smrti nastavio Kreutzwald, koji je po uzoru na Lönnrotovu Kalevalu sakupljene priče oblikovao u originalnu radnju u stihovima, pri čemu je dijelove sâm osmislio.
Prva verzija Kalevipoega (1853.; 13 817 stihova), nije se mogla tiskati zbog cenzure.[nedostaje izvor] Druga verzija s 19 047 stihova i 20 pjevanja objavljena je u nastavcima od 1857. – 1861. godine kao znanstveno djelo Estonskog učenog društva pod naslovom Kalewipoeg, eine Estnische Sage (»Kalevipoeg, estonska bajka«), no prema uvjetima cenzora bez odlomaka o ustanku Estonaca protiv njemačkih feudalaca. Godine 1861. njemačka je inačica prva objavljena kao knjiga u Tartuu, a 1862. slijedila je estonska inačica u finskom Kuopiju. Prva cjelovita objava u na estonskom Estoniji bila je 1875.

## Vanjske poveznice
- Engleska verzija djela (preveo W. F. Kirby) na gutenberg.com